# Caterpillar 789
Il dumper Caterpillar 789 è un modello di autocarro, tipicamente utilizzato nelle miniere a cielo aperto, prodotto dalla Caterpillar Inc. Il 789 ha una capacità di 177 tonnellate e il suo motore può produrre 1 770 hp. Mentre alcuni prodotti concorrenti utilizzano una trasmissione ibrida, il Caterpillar 789 ha una trasmissione interamente meccanica. I primi camion Caterpillar 789 sono stati introdotti nel 1986.
I comandi del veicolo sono progettati per funzionare come quelli di un normale autocarro, ma dispongono di diversi meccanismi che consentono al conducente di rallentare o arrestare il veicolo. Accanto al pedale del freno tradizionale è presente un secondo pedale per attivare un sistema di frenata secondaria. A destra del volante è presente una leva, chiamata "freno di rallentamento", utilizzata per una frenata meno intensa. Infine, la trasmissione del veicolo cambia automaticamente le marce durante le discese, per aiutare il conducente a tenere sotto controllo la velocità.
Poiché il veicolo offre al conducente una visuale limitata, con molti angoli ciechi, è dotato di molteplici sensori di prossimità e telecamere a circuito chiuso.
Il 789 ha una media di 0,3 miglia per gallone USA (7,8 L/km). Ha sei pneumatici, ognuno dei quali ha un diametro di 3,7 metri e costa 50.000 dollari per la sostituzione.
Malcolm Nance, autore di Defeating ISIS: Who They Are, How They Fight, What They Believe, ha descritto gli attentatori suicidi dell'ISIS che guidano camion Caterpillar 789 carichi di esplosivo contro le fortificazioni.